# Langakset trådspore
Langakset trådspore (Gymnadenia conopsea) er en 12-50 cm høj orkidé, der er udbredt lokalt i det meste af Europa bortset fra visse sydlige dele. Arten findes desuden i det nordlige Asien. Blomsterne er ensfarvet rødlilla og forsynet med en meget lang, bøjet, trådformet spore.

## Beskrivelse
Langakset trådspore er en flerårig urt med rodknolde. Bladene er smalt lancetformede, blot 0,3-2,2 mm brede og uplettede. De rødlige blomster sidder i mere eller mindre tætte aks. Læben er tre-lappet med en 10-20 mm lang spore.
Alt efter breddegrad og højden over havet sker blomstringen mellem maj og august, i Danmark tidligst fra juni.

## Voksested
Langakset trådspore findes spredt over store dele af Europa bortset fra områder i sydvest og sydøst. Den findes mod øst til Tyrkiet, Iran, Rusland, Krim og Kaukasus. I det nordlige Asien findes arten i Sibirien, nordlige Kina og Japan.
Den vokser på et bredt udsnit af voksesteder, fra græsslette og højt beliggende græsgange i bjerge til lyngheder, kalkrige kær og lyse skove. I Skandinavien er langakset trådspore særligt almindelig på Öland og Gotland. I Danmark findes den meget sjældent i kalkrige kær og enge i det nordlige Sjælland, hvor den optræder som to underarter eller varieteter.[kilde mangler]
I Danmark er den regnet som en kritisk truet på den danske rødliste.

## Tætblomstret trådspore
Den mest udbredte form af arten i Danmark er underarten tætblomstret trådspore (Gymnadenia conopsea subsp. densiflora), der er meget sjælden i kalkrige kær og væld i Nordvestsjælland. Til forskel fra subsp. conopsea er bladene oftest mere end 1,2 cm brede, blomsterne har en kraftig duft, akset er tættere og blomstringen falder senere.